# Ditlev Gothard Monrad
Ditlev Gothard Monrad   (Copenhaguen, 24 de novembre de 1811 - Nykøbing Falster, 28 de març de 1887) va ser un polític i bisbe danès, un dels pares fundadors de la democràcia constitucional danesa, però també qui va dirigir el país, com a primer ministre, en la contundent derrota a la Segona Guerra de Slesvig. Més tard, es va convertir en un pioner neozelandès abans de tornar a Dinamarca per tornar a exercir de bisbe i polític.

## Biografia

### Primers anys i entrada en política
El pare de Monrad, Otto Sommer Monrad, advocat, patia malalties mentals i va passar alguns anys en institucions mentals. De tant en tant, Monrad també va vorejar greus crisis emocionals. Monrad va estudiar teologia, va aprendre idiomes semítics i perses i es va convertir en sacerdot luterà, alhora que va començar a participar en la política. Es va convertir en coeditor de la publicació Fædrelandet, el 1840, i va ser una figura rellevant del Partit Nacional Liberal, amb el que va encapçalar el moviment cap a una Dinamarca constitucional.
Monrad va escriure el projecte de constitució liberal de Dinamarca de 1849, amb una estructura similar a l'actual. La constitució era força democràtica per a la seva època; en gran manera, resultat de les posicions polítiques i filosòfiques formulades per Monrad. Monrad es va convertir en el primer ministre d'Afers Escolars i de l'Església («Kultus») el 1848; va ocupar el mateix càrrec el 1859 i el 1860-63. També fou ministre de l'Interior els anys 1860-61. Va ser el bisbe de la diòcesi de Lolland-Falster els anys 1849-54, i diputat al Parlament entre 1849 i 1865.

### Primer ministre i Segona Guerra de Slesvig
Amb la perspectiva de guerra amb Prússia, Monrad va formar un govern després de la renúncia del seu rival, Hall, per desacords amb Cristià IX. Com a president del Consell (primer ministre, 1863-1864), Monrad va ser el líder danès durant la primera part de la Segona Guerra de Slesvig, contra la Confederació Germànica dirigida per Otto von Bismarck. Monrad es va convertir en la figura més important, sovint única, en la presa de decisions del gabinet ministerial. Tot i això, en moments crítics de la guerra, Monrad es mostrà indecís. Així, durant un armistici, va deixar que el rei decidís sobre una proposta de pau a la Conferència de Londres per dividir Slesvig segons la divisió lingüística entre majories de parlants danesos i alemanys. El rei, que tenia una esperança poc realista de mantenir una unió personal amb els ducats, va rebutjar la proposta, la conferència va acabar sense cap resultat i es va reprendre la guerra, que dugué a una derrota militar més. A continuació, el rei va destituir Monrad i el seu govern. La pau de Viena va provocar la pèrdua de gran part del territori de la monarquia, inclòs gairebé tot Slesvig. Dinamarca va quedar relegada a una potència menor. En el que s'anomenà discurs de la bogeria, Monrad va fer un discurs al parlament per continuar amb la resistència i contra la ratificació del tractat de pau, encara que fos una «bogeria».

### Estada a Nova Zelanda
Després de la guerra, un Monrad deprimit i desil·lusionat va emigrar a Nova Zelanda. Després d'enviar els seus fills a Nelson i altres districtes de Nova Zelanda a cercar terres, va optar per instal·lar-se a Palmerston North a l'illa nord de Nova Zelanda. Va comprar 482 acres (1.95 km2) de terreny a Karere Block. Primer va viure en una petita cabana i després va erigir una casa de fusta i va començar a netejar els terrenys del voltant. Ell i la seva família es dedicaren a criar vaques i ovelles.
Monrad va ajudar la Companyia de Nova Zelanda a trobar pobladors d'Escandinàvia i va ajudar molts immigrants danesos a trobar terres per establir-se, sobretot a la zona de Dannevirke. La seva obra fou interrompuda pels māoris, la terra dels quals havia estat ocupada il·legalment, en concret es tractava de membres de la religió hauhau sota el cap Titokowaru. Monrad va enterrar les seves pertinences i es va traslladar, amb la família, a Wellington i després va tornar a Dinamarca el 1869. Els seus fills Viggo i Johannes van tornar després a Karere per convertir-se en agricultors.
Abans de sortir de Nova Zelanda, va donar al Museu Colonial de Nova Zelanda una col·lecció de 600 xilografies, aiguaforts i gravats de vells mestres europeus, inclosos Rembrandt, Hollar, Albrecht Dürer i van Dyck. Ara formen part de la col·lecció del Museu de Nova Zelanda Te Papa Tongarewa.

### Retorn a Dinamarca
Després del seu retorn, Monrad fou novament bisbe de la diòcesi de Lolland-Falster des de 1871 fins a la seva mort. També va tornar a ser membre del parlament els anys 1882-1886. Va promoure públicament la constitució original i més liberal del 1849 contra la revisió conservadora de 1866. Els seus adversaris temien encara la seva ment aguda i la seva capacitat per copsar l'estat d'ànim del poble. També es va defensar de condemnes per la derrota de 1864, mentre que va reconèixer la responsabilitat personal per la mala conducta i el resultat de les negociacions de pau. Monrad es va convertir en un dels primers i més vehements adversaris danesos de les noves teories de Darwin sobre l'evolució.

## Llegat
Monrad era respectat pel seu intel·lecte, idealisme i treball. El seu interès tant teòric com pràctic per les qüestions polítiques i eclesiàstiques va tenir un impacte enorme i durador, principalment a través de la constitució, però també amb diverses reformes legals que testimonien un polític i administrador capaç. Tot i així, es va mostrar com un líder polític erràtic durant la guerra de 1864, que va acabar en una desastrosa derrota. Des de llavors, el llegat de Monrad ha quedat dividit entre aquests extrems. L'historiador Aage Friis va caracteritzar Monrad com «un dels personatges més destacats però alhora més enigmàtics de la història moderna danesa i la persona més difícil de retratar».
Hi ha un debat sobre si l'estat mental de Monrad va afectar la seva presa de decisions durant la guerra, sobretot en destituir el comandant suprem, Christian de Meza, i pel fracàs de la Conferència de Londres. La sèrie de televisió 1864 retrata Monrad com un nacionalista maníac. Altres historiadors assenyalen la gran complexitat de la situació: l'absència al gabinet d'altres ministres experimentats, inclosos els altres líders nacionals liberals que havien pres la decisió d'iniciar la guerra; l'opinió i la posició dinàstica del nou rei; els missatges diversos d'altres potències europees; i la decisió de Bismarck de no evitar la guerra, com a pas necessari cap a la unificació alemanya. Des de 2012 hi ha una societat per promoure el coneixement sobre Monrad, fundada pel seu successor com a bisbe de Lolland-Falster.